# Documenta 2
Dopo l'enorme successo 1. documenta Arnold Bode, l'ideatore di documenta, decise di portare aventi il progetto. 
La documenta 2 ´59. „Kunst nach 1945, Malerei – Skulptur – Druckgrafik“  ebbe luogo dall'11 luglio fino al 1º ottobre 1959 a Kassel.

## Artisti partecipanti
- A René Acht, Henri-Georges Adam, Hans Aeschbacher, Afro Basaldella, Gerhard Altenbourg, Karel Appel, Mordecai Ardon, Kenneth Armitage, Hans Arp
- B Francis Bacon, Vojin Bakić, Eduard Bargheer, Heinz Battke, Eugen Batz, Willi Baumeister, Jean Bazaine, William Baziotes, André Beaudin, Gustav Kurt Beck, Max Beckmann, Hans Bellmer, Anna-Eva Bergman, Hubert Berke, Gaston Bertrand, Max Bill, Renato Birolli, Julius Bissier, Roger Bissière, André Bloc, Norman Bluhm, Umberto Boccioni, Walter Bodmer, Anne Bonnet, Constantin Brâncuși, Georges Braque, Theo Braun, Victor Brauner, James Brooks, Peter Brüning, Carl Buchheister, Alberto Burri, Jan Burssens, Reg Butler
- C Alexander Calder, Alexander Camaro, Massimo Campigli, Giuseppe Capogrossi, Carmelo Cappello, Bruno Cassinari, Sergio de Castro, César (César Baldaccini), Lynn Chadwick, Marc Chagall, Bernard Childs, Eduardo Chillida, Giorgio de Chirico, Emil Cimiotti, Antoni Clavé, Henry Cliffe, Otto Coester, Pietro Consagra, Constant, (Constant Nieuwenhuys), Corneille (Corneille van Beverloo), Antonio Corpora, Pierre Courtin, Harold B. Cousins, Modest Cuixart
- D Karl Fred Dahmen, Alan Davie, Jean Degottex, J. C. Delahaye, Robert Delaunay, Paul Delvaux, André Derain, Jean Deyrolle, Eugène Dodeigne, Piero Dorazio, Gianni Dova, Jean Dubuffet, Bernard Dufour
- E Theo Eble, Max Ernst, Maurice Estève, Merlyn Oliver Evans

- F Joseph Fassbender, Jean Fautrier, Pericle Fazzini, Franz Fedier, Luis Feito, Herbert Ferber, Lucio Fontana, Nino Franchina, Sam Francis, Helen Frankenthaler, Othon Friesz
- G Naum Gabo, Winfried Gaul, Rupprecht Geiger, Claude Georges, Jacques Germain, Alberto Giacometti, Émile Gilioli, Werner Gilles, Roger-Edgar Gillet, Michael Goldberg, Bruno Goller, Julio González, Arshile Gorky, Adolph Gottlieb, Karl Otto Götz, Otto Greis, HAP Grieshaber, Juan Gris, Marcel Gromaire, Philip Guston
- H Terry Haass, Roel D'Haese, Étienne Hajdú, Otto Herbert Hajek, Simon Hantaï, Fritz Harnest, Grace Hartigan, Hans Hartung, Karl Hartung, Rudolf Hausner, Stanley William Hayter, Bernhard Heiliger, Werner Heldt, Barbara Hepworth, Auguste Herbin, Peter Herkenrath, Ernst Hermanns, Anton Heyboer, Roger Hilton, Gerhard Hoehme, Rudolf Hoflehner, Hans Hofmann
- I Yûichi Inoue, Rolf Iseli
- J Robert Jacobsen, Franz M. Jansen, Guido Jendritzko, Asger Jorn
- K Wassily Kandinsky, Tadeusz Kantor, Zoltán Kemény, Eugène-Nestor de Kermadec, Ernst Ludwig Kirchner, Heinrich Kirchner, Paul Klee, Franz Kline, Fritz Koenig, Max Kohler, Oskar Kokoschka, Willem de Kooning, Norbert Kricke, Rudolf Kügler
- L Wifredo Lam, Octave Landuyt, André Lanskoy, Peter Lanyon, Berto Lardera, Ibram Lassaw, Ger Lataster, Henri Laurens, Jan Lebenstein, Le Corbusier, Fernand Léger, Heinz Leinfellner, Jean Le Moal, Osvaldo Licini, Walter Linck, Jacques Lipchitz, Morice Lipsi, Seymour Lipton, Lucebert (L. G. Swansweijk), Jean Lurçat
- M Alberto Magnelli, René Magritte, Kasimir Malewitsch, Alfred Manessier, Giacomo Manzù, Franz Marc, Conrad Marca-Relli, Gerhard Marcks, Adam Marczyński, André Marfaing, Marino Marini, Albert Marquet, André Masson, Umberto Mastroianni, Ewald Mataré, Georges Mathieu, Henri Matisse, Roberto Matta, Bernard Meadows, Brigitte Matschinsky-Denninghoff, Georg Meistermann, Marc Mendelson, Ludwig Merwart, Hans Mettel, Henri Michaux, Leone Minassian, Luciano Minguzzi, Mirko (Mirko Basaldella), Joan Miró, Joan Mitchell, Piet Mondrian, Henry Moore, Giorgio Morandi, Mattia Moreni, Ennio Morlotti, Richard Mortensen, Robert Motherwell, Max von Mühlenen, Robert Müller, Willi Müller-Hufschmid, Edo Murtić, Zoran Musič
- N Ernst Wilhelm Nay, Eva Renée Nele, Endre Nemes, Rolf Nesch, Barnett Newman, Ben Nicholson, Isamu Noguchi, Sidney Nolan, Emil Nolde
- O Richard Oelze, Christian d'Orgeix, Fayga Ostrower
- P Eduardo Paolozzi, Victor Pasmore, Alicia Penalba, Achille Perilli, Antoine Pevsner, Jean Piaubert, Pablo Picasso, Édouard Pignon, Arthur Luiz Piza, Hans Platschek, Serge Poliakoff, Jackson Pollock, Arnaldo Pomodoro, Giò Pomodoro, Peter Potworowski, Richard Pousette-Dart, Mario Prassinos
- R Robert Rauschenberg, Paul Rebeyrolle, Germaine Richier, Fritz Riedl, Jean-Paul Riopelle, Günter Ferdinand Ris, Otto Ritschl, Kurt Roesch, Gerburg Rohde, Hans Rompel, Theodore Roszak, Mark Rothko, Georges Rouault
- S Rolf Sackenheim, Giuseppe Santomaso, Antonio Saura, Emilio Scanavino, Karl Schaper, Edwin Scharff, Oskar Schlemmer, Gérard Ernest Schneider, Nicolas Schöffer, Bernard Schultze, Emil Schumacher, Kurt Schwitters, Toti Scialoja, William Scott, André Dunoyer Segonzac, Gustav Seitz, Jaroslaw Serpan, Michel Seuphor, Ben Shahn, Josef Šíma, Gustave Singier, Mario Sironi, David Smith, K.R.H. Sonderborg, Pierre Soulages, Luigi Spazzapan, Ferdinand Springer, Toni Stadler, Nicolas de Staël, François Stahly, Theodoros Stamos, Clyfford Still, Gabrijel Stupica, Kumi Sugai, Graham Sutherland, Árpád Szenes

- T Shinkichi Tajiri, Pierre Tal-Coat, Rufino Tamayo, Yves Tanguy, Dorothea Tanning, Antoni Tàpies, Yūkei Tejima, Fred Thieler, Mark Tobey, Bradley Walker Tomlin, Hann Trier, Heinz Trökes, Drago Tršar, Giulio Turcato, Ann Twardowicz, Jack Tworkov
- U Raoul Ubac, Hans Uhlmann
- V Louis Van Lint, Victor Vasarely, Emilio Vedova, Geer van Velde, Alberto Viani, Maria Elena Vieira da Silva, Jacques Villon, Friedrich Vordemberge-Gildewart
- W Gerhard Wendland, Hans Werdehausen, Theodor Werner, Gerhard Wind, Fritz Winter, Karl Anton Wolf, Wols, Fritz Wotruba, Woty, Bryan Wynter
- Y Taihô Yamazaki
- Z Ossip Zadkine, Mac Zimmermann, Unica Zürn

## Sono rimaste in modo permanente le opere
- scultura astratta di Alberto Viani

Luogo: Foyer der „Ingenieurschule“ (Fachbereich der Universität Kassel, Wilhelmshöher Allee)